# Polistiren
Polistiren (IUPAC ime poli(1-fenileten-1,2-diil), standardna okrajšava PS) je aromatski polimer stirena (feniletena) z molekulsko formulo (H5C6-CH=CH2)n in eden najbolj uporabljanih tipov plastike. Je termoplast, ki je pri sobni temperaturi trdna, brezbarvna plastika z omejeno prožnostjo, pri temperaturi nad 95 ºC pa se utekočini in ga je možno natančno oblikovati v kalupih.
Trden polistiren se uporablja med drugim za pribor za enkratno uporabo, plastične modelčke, ovitke za CD-je in DVD-je ipd. Spenjen polistiren (EPS) se vsesplošno uporablja kot material za pakiranje.
Stiropor ®  je blagovna znamka proizvajalca DuPont, pod katero se prodaja material zaprtocelične intrudirane polistirenske pene (EPS). Proizveden je kot neprekinjena penasta izolacijska plošča za stavbe, ki se uporablja v stenah, strehah in temeljih kot toplotna izolacija. Ta material je bele barve. DuPont je izdelal tudi linijo zelenih in belih penastih oblik za uporabo v obrti in cvetličnih aranžmajih. 
Stiropor se po vsem svetu pogovorno uporablja za material EPS oz. ekstrudirani polistiren (EPS). Material se uporablja za izolacijo objektov (hiš in stavb), za izolacijo hrane in zdravil pri transportu v kavnih skodelicah in kot blažilni material v embalaži.
Poleg tega je zmerno topen v številnih organskih topilih, cianoakrilatu ter pogonskih sredstvih in topilih barve v spreju.

## Zgodovina
V štiridesetih letih 20. stoletja so raziskovalci, prvotno v Dowovem laboratoriju za kemijsko fiziko, pod vodstvom Raya McIntira , našli način za izdelavo penastega polistirena. Ponovno so odkrili metodo, ki jo je prvi uporabil švedski izumitelj Carl Georg Munters, in pridobili ekskluzivno licenco za Muntersov patent v Združenih državah. Dow je našel načine za prilagoditev Muntersove metode za izdelavo velikih količin ekstrudiranega polistirena kot pene z zaprtimi celicami, ki je odporna na vlago. Patent za to prilagoditev je bil vložen leta 1947.

## Vrste stiropora
Uporaba stiroporja oz. polistirena je široka. Tako poznamo več različnih vrst tega materiala, ki je prilagojen za različne namene uporabe. Vrste stiroporja so: 
- Beli stiropor ®
- Stirodur ®
- Silber reflex
- Grafitni stiropor

## Uporaba
Klasični beli stiropor je najbolj razširjen. Stiropor se uporablja v gradbeništvu, kot embalaža in za druge namene.
Ker je inerten, ne gnije in ne privlači škodljivcev, je uporaben za izolacijo stavb. Uporablja se za izolacijo sten, tal in fasad ter kot material za zapolnitev praznin, tudi kot polnilo pri gradnji cest in železnic ter kot plavajoči material pri gradnji pontonov.
Ker ima stiropor odlično lastnost blaženja udarcev se stiropor v transportu uporablja za zaščito in prevoz občutljivih in dragih predmetov, pa tudi v avtosedežih in čeladah.
Ugodno razmerje med trdnostjo in težo pa je lastnost, zaradi katere se uporablja v jadralnih in lahkih letalih ter modelih letal in deskah.
Stiropor v granulah se uporablja v vrtnarstvu za prezračevanje tal.

#### Stiropor kot toplotna izolacija objektov
Ostale vrste stiropora, Stirodur (XPS), Silber reflex in grafitni stiropor so namenjeni uporabi v gradbeništvu z namenom toplotne in hidro-izolacije objektov (slednje velja le za Stirodur). 

#### Silber reflex
Silber reflex je tako izpopolnjena vrsta stiropora prilagojena izključno za toplotno izolacijo objektov, ki zagotavlja bistveno višjo paroprepustnost in višjo toplotno izolativnost. Plošča Silber reflex je odporna proti izpostavljenosti sončnim žarkom (se ne zvija), ima skoraj 50 odstotkov večjo gostoto v primerjavi s klasičnim belim in z grafitnim stiroporom, zaradi česar je dimenzijska stabilnost plošče Silber neprimerljivo boljša. Tudi vodovpojnost plošče je zelo nizka, saj pri kratkotrajnem namakanju znaša manj kot 0,5 odstotka. Toplotna prevodnost plošče Silber refleks znaša 0,031 W/m2k in je za 25 odstotkov boljša od klasičnega belega fasadnega stiropora. Kot tak je še posebej primeren za izolacijo starejših objektov, saj se za dosego dovolj visoke izolativnost ni potrebno prekomerno odebelite sloja fasade. Slednje bi namreč vplivalo na uporabnost objekta in močno zatemnilo prostore, saj bi debelejša fasada zakrila površino oken s strani. Grafitni stiropor je ena izmed prvih izboljšav stiropora z namenom uporabe v gradbeništvu, ki pa ima slabosti. Glavna je topnost ob izpostavljenosti soncu in ukrivljanje.

#### Stirodur (XPS)
Stirodur ali ekstrudirani polistiren (XPS) je vrsta stiropora, katerega proizvodnja se od klasičnega EPS razlikuje. Razširjeno je prepričanje, da se Stirodur uporablja za pohodne in povozne površine zaradi višje tlačne trdnosti, a temu ni tako. NA voljo je namreč tudi stiropor v različnih verzijah, ki zagotavljajo dovolj visoko tlačno trdnost. Glavna prednost Stirodura je odpornost na vodo. Stirodur na drugi strani uporabljamo pogosto tudi za izolacijo površin, kjer je več vlage oz. v kombinaciji s hidroizolacijo. XPS je namreč bolj obstojen pri izpostavljenosti vodi, kot EPS, saj zaradi zaprte celične strukture vode ne vpija.

## Vplivi na okolje
EPA in Mednarodna agencija za raziskave raka sta poročali o omejenih dokazih, da je stiropor rakotvoren za ljudi in živali, kar pomeni, da obstaja pozitivna povezava med izpostavljenostjo in rakom in da je vzročnost verodostojna, vendar drugih razlag ni mogoče zanesljivo izključiti. 
Stiropor po sedaj razpoložljivih podatkih ni škodljiv okolju, v kolikor se ga primerno razgradi. Kar je sicer popolnoma mogoče in realno. Težavo pri tem predstavlja odlaganje v naravo, v gozdove, travnike in morje. V tem aspektu pa težave ne predstavlja "gradbeni stiropor" temveč stiropor, ki se uporablja za transport in embalažo. V tem primeru se stiropor le delno razgradi v prašne mikrodelce, ki jih nato živi organizmi vključno s človekom absorbirajo. Stiropor v taki obliki pa bi lahko bil rakotvoren. 
Problem s stiroporom nastane, če se ta odlaga v naravo, v gozdove na travnike in v morje. V tem primeru se stiropor ne razgradi oz. se delno razgradi v prašne mikrodelce, ki jih potem absorbira narava oz. človek. V tem primeru obstaja sum, da je stiropor rakotvoren. “Škodljivi” stiropor tako v glavnem predstavlja uporaba v prehranski industriji. Gradbeni stiropor se namreč vedno razgradi ob sanaciji objekta. V primeru uporabe stiropora v prehrambeni industriji pa je onesnaževanje v rokah uporabnikov, ljudi.